# Parafia św. Rocha w Połoczanach
Parafia św. Rocha w Połoczanach – rzymskokatolicka parafia znajdująca się w archidiecezji mińsko-mohylewskiej, w dekanacie mołodeczańskim, na Białorusi.

## Historia
Parafia erygowana w 1669 w Oborku, który obecnie jest częścią Połoczan. Kościół drewniany wzniesiony w 1443, przebudowany w 1773. Parafia dawniej nosiła również wezwanie Wniebowzięcia NMP. Przed II wojną światową parafia należała do dekanatu mołodeczańskiego archidiecezji wileńskiej.
Kościół zamknięty przez komunistów. Parafia reaktywowana w 1996.